# Robyn Denholm

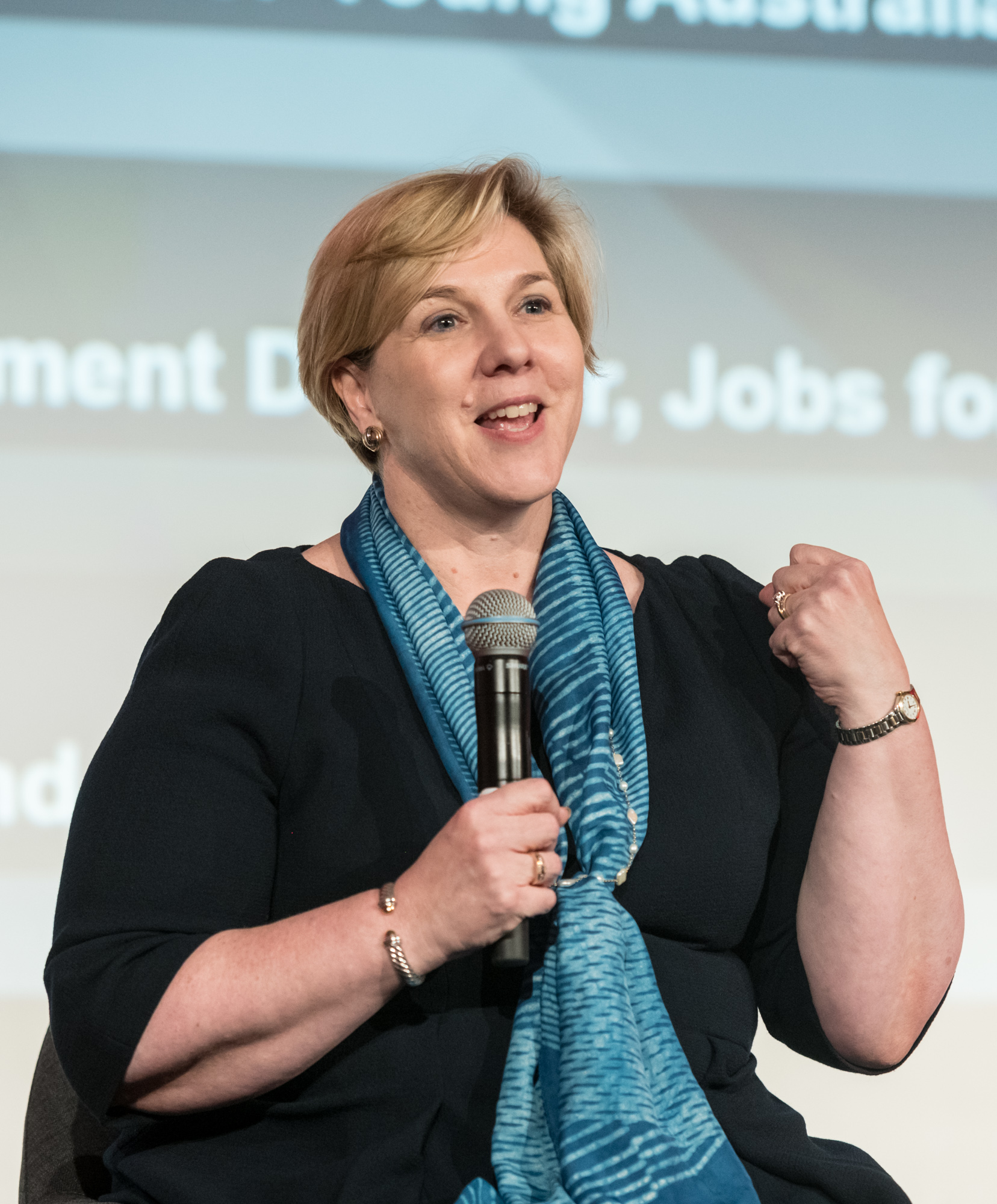
Robyn Denholm

Robyn Denholm (* 1963 in Milperra, New South Wales) ist eine australische Betriebswirtin. Sie ist Vorsitzende des Verwaltungsrates von Tesla, Inc.

## Leben
Denholm arbeitete zunächst in der Tankstelle ihrer Eltern und kümmerte sich dort um die Finanzbuchhaltung. Später studierte sie Wirtschaftswissenschaften an der University of Sydney und schloss 1999 an der University of New South Wales ab.
Denholm arbeitete 2017 und 2018 beim australischen Telekom-Konzern Telstra, zuletzt als Finanzvorstand und Strategiechefin. Seit 2014 sitzt sie bei Tesla im Verwaltungsrat. Im November 2018 wurde bekannt, dass sie diesem fortan vorsitzen wird.